# Батько нареченої (фільм, 1950)
«Батько нареченої» (англ. Father of the Bride) — художній фільм режисера Вінсента Міннеллі, знятий в 1950 році. Перша значна роль Елізабет Тейлор.

## Сюжет
Стабільне життя успішного адвоката Стенлі Бенкса (Спенсер Трейсі) виявляється безнадійно порушен, имколи його донька Кей (Елізабет Тейлор) оголосила про свій намір одружитися з деяким Баклі (Дон Тейлор). Скільки різних клопотів враз звалились на батька сімейства: від необхідності «перевірити» майбутнього зятя до вибору торта і посуду на святкову вечірку!

## В ролях
- Спенсер Трейсі — Стенлі Бенкс
- Джоан Беннетт — Еллі Бенкс
- Елізабет Тейлор — Кей Бенкс
- Дон Тейлор — Бакли Данстен
- Біллі Берк — Доріс Данстен
- Лео Дж. Керролл — містер Массула
- Мороні Олсен — Герберт Данстен
- Расс Темблін — Томмі Бенкс
- Том Айріш — Бен Бенкс

## Нагороди й номінації

### Номінації
- 1951 — Премія «Оскар»
  - Найкращий актор — Спенсер Трейсі
  - Найкращий фільм
  - Найкращий сценарій — Френсіс Ґудріч, Альберт Гекетт

## Цікаві факти
- В 1991 році був знятий рімейк цього фільму.